# Sadeq Mahsuli
Sadeq oder Sadegh Mahsuli (persisch صادق محصولی‎; * 1959) ist ein ehemaliger Kommandeur der iranischen Revolutionsgarde und war vom 18. November 2008 bis zum 3. September 2009 iranischer Innenminister in der Regierung Mahmud Ahmadineschad; bei der Abstimmung im iranischen Parlament erhielt er 138 Stimmen, bei 112 Gegenstimmen und 20 Enthaltungen.
Mahsuli studierte Ingenieurs- und Wirtschaftswissenschaften an der Universität Teheran, war Kommandeur im Ersten Golfkrieg, danach Gouverneur der Provinz Urmia und Wahlkampfleiter von Ahmadineschad während der Präsidentschaftswahl 2005. Mahsuli galt als einer der engsten Vertrauten des Präsidenten. Vor seiner knappen Wahl zum Innenminister war Mahsuli als Minister für das iranische Ölministerium vorgesehen, wurde jedoch aufgrund seiner ungeklärten Vermögensverhältnisse vom Parlament abgelehnt. Bei der Präsidentschaftswahl 2009 war er als Innenminister und Wahlleiter für die Durchführung und Kontrolle der Wahl verantwortlich. Er gab die Wahlbeteiligung und das Ergebnis der Wahl bekannt.